# Frederick Soddy
Frederick Soddy (ur. 2 września 1877 w Eastbourne, zm. 22 września 1956 w Brighton) – profesor chemii na Uniwersytecie Oksfordzkim (1919–1956), laureat Nagrody Nobla w dziedzinie chemii w roku 1921 za wkład do chemii związków radioaktywnych oraz badania pochodzenia i charakteru izotopów. 
Prowadził prace badawcze w dziedzinie promieniotwórczości. W roku 1903 stwierdził, wraz z Williamem Ramsayem, tożsamość cząstek α i jąder atomów helu. W tym samym roku, we współpracy z Ernestem Rutherfordem, stworzył teorię rozpadu radioaktywnego oraz przeprowadził analizę promieniowania radu, radonu i toru. 
Wprowadził pojęcie izotopów (1910). W roku 1913 sformułował – niezależnie od Kazimierza Fajansa – prawo przesunięć, które do dziś jest często nazywane „regułą Soddy'ego i Fajansa”. Przewidział istnienie izotopów pierwiastków promieniotwórczych. 